# Rotary Vocational Excellence Award
De Rotary Vocational Excellence Award is een prestigieuze Surinaamse onderscheiding die wordt uitgereikt aan personen voor hun buitengewone bijdrage aan de welvaart en welzijn in het land.
De prijs is een initiatief van oud-ambassadeur Henri Guda, van 1997 tot 1998 de eerste Surinaamse District Governor van de Caraïbische tak van Rotary. De prijs wordt sinds 1993 uitgereikt.
De toekenning gebeurt door de vier Rotary-afdelingen in Suriname: Rotary Club of Paramaribo, Paramaribo Residence, Paramaribo Centrum en Paramaribo Quota. Bij de toetsing wordt nagegaan in hoeverre kandidaten hebben geholpen om aan de beginselen van de serviceclub invulling te geven langs de Rotary four-way test: Is het waar? Is het eerlijk naar alle betrokkenen toe? Wordt er goodwill en een betere vriendschap opgebouwd? Is het gunstig voor alle betrokkenen? Ook worden er punten toegekend voor maatschappelijke verantwoordelijkheid, professionele standaarden en beroepsethiek.

## Gedecoreerden

### Jaartal onbekend (1994-2009)
- ?: Waldo Halfhuid[8]
- ?: John Hewitt[8]
- ?: Maurits de Miranda, oud-rechter[8]
- ?: Bas Mulder, pater en jongerenwerker[8]
- ?: Marcel Meyer, ondernemer en onderzoeker in geschiedenis cultuur[8]
- ?: Armand van Alen, ondernemer[8]
- ?: Erwin Tsai Meu Chong, hydroloog[8]
- ?: Hans Lim A Po, advocaat[8]

### Op jaartal
- 1993: Leo Morpurgo, hoofdredacteur De Ware Tijd[3]

- 1995: Harry de La Fuente, acteur en violist[9]

- 1997: Eddy Jharap, oprichter Staatsolie[10][11]
- 1998: André Loor, historicus[12]

- 2000: Marlene Lie A Ling, voor de bevordering van dans[13]

- 2004: Siegmien Power-Staphorst, menselijke ontwikkeling van kansarme bevolking[14]
- 2005: Erwin de Vries, beeldend kunstenaar[15]

- 2008: Chris Healy, artiest, geschiedkundige en antropoloog[16]

- 2010: Cynthia McLeod, voor haar bijdrage aan de Surinaamse literatuur, met name haar historische romans.[17]
- 2011: Eddie Joemankhan, medicus[18]
- 2012: Fred Kruisland, mensenrechtenadvocaat[19]
- 2013: Anthony Caram, voor zijn bevordering van verantwoord macro-economisch beleid[20]
- 2014: Orlando Renfurm, voor zijn inzet voor de Yellow Birds en Oase[6]
- 2015: Frank Cameron, van Stichting Ontspanningsoord  Gehandicapte Kinderen (SOGK)[21]
- 2016: Sieuwnath Naipal, hoofdleraar,voor zijn inzet voor de bescherming van de kust[22]
- 2017/2018: Marie Levens, voor haar inzet voor en de vernieuwing van het onderwijs[23]

- 2020: Emmy Hart, stichting Rumas[24]
- 2021: Stephen Vreden, voor zijn onderzoek als internist-infectioloog[4]
- 2022: Udo Karg, voorzitter van de Surinaamse Seafood Associatie[25]
- 2023: Henk van Vliet voor zijn rol in de entertainment.[7]
- 2024: Paul Woei, voor zijn bijdrage in de kunsthistorie[26]
- 2025: Eddy Wijngaarde, initiator van The Black Lot, [27]